# Comunidad de comunas del Cantón de Garlin
La comunidad de comunas del cantón de Garlin (en francés, communauté de communes du canton de Garlin) era una estructura intercomunal francesa situada en el departamento de Pirineos Atlánticos, en la región de Nueva Aquitania. Desde el 1 de enero de 2017 se integró a la Comunidad de comunas de los Luys de Bearne.

## Composición
La comunidad de comunas agrupaba 19 comunas:
| Comuna                   | Código INSEE | Población (2012) | Superficie (km²) | Densidad (hab./km²) |
| ------------------------ | ------------ | ---------------- | ---------------- | ------------------- |
| Aubous                   | 64074        | 52               | 3,78             | 14                  |
| Aydie                    | 64084        | 130              | 7,86             | 17                  |
| Baliracq-Maumusson       | 64090        | 145              | 6,06             | 24                  |
| Boueilh-Boueilho-Lasque  | 64141        | 350              | 17,35            | 20,2                |
| Burosse-Mendousse        | 64153        | 55               | 5,62             | 9,8                 |
| Castetpugon              | 64180        | 179              | 7,49             | 24                  |
| Conchez-de-Béarn         | 64192        | 130              | 4,49             | 29                  |
| Diusse                   | 64199        | 145              | 5,31             | 27                  |
| Garlin                   | 64233        | 1397             | 18,30            | 76                  |
| Mascaraàs-Haron          | 64366        | 126              | 8,76             | 14                  |
| Moncla                   | 64392        | 101              | 5,83             | 17                  |
| Mont-Disse               | 64401        | 79               | 5,35             | 15                  |
| Mouhous                  | 64408        | 47               | 3,30             | 14                  |
| Portet                   | 64455        | 169              | 7,89             | 21,4                |
| Ribarrouy                | 64464        | 83               | 2,27             | 37                  |
| Saint-Jean-Poudge        | 64486        | 80               | 3,93             | 20                  |
| Tadousse-Ussau           | 64532        | 78               | 4,73             | 16                  |
| Taron-Sadirac-Viellenave | 64534        | 193              | 13,86            | 14                  |
| Vialer                   | 64552        | 193              | 7,29             | 26                  |

## Competencias
La comunidad es un organismo público de cooperación intercomunal.
Sus recursos provienen del impuesto sobre los rendimientos del trabajo único, del sistema de contribuciones que se aplica a los residuos y asignaciones y subvenciones de diversos socios.
Sus competencias en general se centran en el desarrollo económico, medio ambiental, de empleo y los servicios comunitarios a los habitantes:
- Ordenación del Territorio
  - Plan de Coherencia Territorial (SCOT, en francés).
  - Plan Sectorial.
- Desarrollo y organización económica
  - Acción de desarrollo económico de las actividades industriales, comerciales o de empleo, (apoyo de las actividades agrícolas y forestales...).
  - Creación, organización, mantenimiento y gestión de zonas de actividades industriales, comerciales, terciario, artesanal o turístico.
- Desarrollo y organización social y cultural
  - Actividades culturales y socioculturales.
  - Actividades deportivas.
  - Construcción y/u organización, mantenimiento, gestión de equipamientos o establecimientos culturales, socioculturales, socioeducativos, deportivos…, etc.
  - Transporte escolar.
- Medio ambiente
  - Saneamiento no colectivo.
  - Recogida y tratamiento de los residuos urbanos y asimilados.
  - Protección y valorización del Medio Ambiente.
- Vivienda y hábitat
  - Programa local del hábitat.
- Servicio de vías públicas
  - Creación, organización y mantenimiento del servicio de vías públicas.
- Otros
  - Adquisición comunal de material.
  - Informática, Talleres vecinales.